# Emulgator
Emulgator je snov, ki povzroča in pospešuje nastanek emulzije. Emulgatorji sodijo med površinsko aktivne snovi.
Emulgatorji imajo kot molekule značilno kemijsko zgradbo, del molekule je hidrofilen (se topi v vodi), drug del pa lipidotopen (topi se v maščobah). V emulziji se molekule razporedijo tako, da so polarni deli molekul usmerjeni proti vodni fazi, nepolarni repi pa štrlijo v oljno fazo. Na ta način so emulgatorji razporejeni med vodno in oljno fazo in znižujejo medfazno napetost, ki je glavni vzrok nestabilnosti emulzij. Glede na kemijsko naravo hidrofilnega dela emulgatorje delimo na: - anionske, - kationske, - neionske.
Emulgatorji so glavna sestavina različnih čistilnih sredstev (pralnih praškov, šamponov). Milo je natrijeva sol maščobnih kislin. Veliko emulgatorjev uporabljajo tudi v farmacevtski industriji ter v živilski industriji (sojin lecitin).
Olje in voda se zelo težko mešata, če pa dodamo emulgatorje, lahko kaj kmalu naredimo »lahko« majonezo ali biskvit brez jajc. V ZDA je dovoljeno dodajati živilom 48 emulgatorjev in stabilizatorjev, v Evropi pa kar 75. V izdelkih na slovenskem trgu smo našli največ gliceridov, fosfatov, guar gumija, karagenana, alginatov poleg zelo razširjenega lecitina in različnih škrobov. Na embalaži so največkrat označeni s črko E- in številko iz serije 400. Emulgatorje dodajajo v tehnološke namene za doseganje določene želene konsistence. Mednje uvrščamo lecitin, mono- in di- gliceride, fosfate, polifosfate. Prisotni so v pudingih, praških, margarini, maslu, majonezi, mleku, prelivih in sladoledu. Uporabljamo jih za torte, sladoled, stepeno smetano itd. Emulgatorji omogočajo, da  v živilu nastanejo oziroma se ohranijo homogene zmesi dveh ali več faz, ki se po navadi ne mešajo (npr. olje in voda). Imajo en polaren-hidrofilen in en nepolaren-hidrofoben del. 
Emulgatorje najdemo tudi v naravi. Naravni emulgatorji so encimi in fosfolipidi (lipidni del se topi v maščobah, fosfatni v vodi). Emulzija, s katero se srečujemo vsak dan, je mleko, ki je kompleksna mešanica maščobnih kapljic razpršenih v vodi. V kuhinji se velikokrat uporablja rumenjak, ki vsebuje lecitin (E322), ki je prav tako naravni emulgator. Majoneza je emulzija, sestavljena iz 80 % olja, razpršenega v kislo vodeno fazo. Sladoled je eno najbolj kompleksnih živil nasploh, je pena in emulzija ter vsebuje ledene kristale in tekočo vodeno fazo. 
Osnovni vrsti emulzij sta O/V - emulzija olja v vodi (npr. v mleku in sladoledu) in V/O - emulzija vode v olju (v maslu in margarini). Poleg osnovnih tipov poznamo kompleksnejše (O/V/O, V/O/V). Ti kompleksnejši tipi emulzij se vedno pogosteje pojavljajo v prehrambeni industriji. Te vrste emulzij se uporabljajo v izdelkih, ki imajo manj kalorij, kot je npr. smetana, ki vsebuje manj olja. Te emulzije so tudi bolj stabilne, ker raztopijo trdne delce, ki se nahajajo v vodnih kapljicah
Emulgatorje delimo na ionske in neionske. Ionski so lahko anionski, kationski ali amfoterični (so oboje). Ionske emulgatorje po navadi ne uporabljajo, saj z drugimi ioni tvorijo spojine in zaradi tega niso učinkoviti. Neionske emulgatorje pa pogosto uporabljamo v prehrambeni industriji. Hidrofilnost in hidrofobnost sta različna med emulgatorji, in ravnovesje med njima se imenuje HLB vrednost. Vrednost se giblje med 0 in 20. Emulgator z visoko hidrofobnostjo ima visok HLB, tisti z visoko hidrofilnostjo pa nizek HLB.  
Ena od glavnih značilnosti emulgatorjev je penjenje. Emulgatorji povzročajo penjenje. Če premešamo tekočino, ki ima emulgator, se bo na nastalo peno vezal emulgator v eni plasti, pena pa bo tvorila dodatno plast - nastal bo dvoslojen plašč. Tanki sloj tekočine, ki obdaja milni mehurček, je 100 krat debelejši kot dvoslojen plašč, vendar mehurček poči takoj, ko nastopi gibanje tekočine med obema slojema molekul. Zmožnost penjenja in stabilnost pene sta važni lastnosti emulgatorja. Penjenje je potrebno pri izdelovanju krem. Tako  postane krema gladka in se njena prostornina poveča.    
Disperzija: kakav, ki je v vodi netopen prah, težko razpršimo, ker na vodni površini tvori drobne kroglice. Prah se postopoma sprime in obori, četudi ga stresamo. Vzdrževanje suspenzije v vodi  netopnega prahu imenujemo disperzija. Če namesto prahu uporabimo olje, je to emulzija.